# CLC (gruppo musicale)
Le CLC (씨엘씨? acronimo di CrystaL Clear) sono state un gruppo musicale sudcoreano formatosi a Seul nel 2015 sotto la Cube Entertainment. Il gruppo era composto da sette membri: Seungyeon, Seunghee, Yujin, Sorn, Yeeun, Elkie e Eunbin.
Inizialmente un gruppo femminile di soli cinque componenti (con Seunghee, Yujin, Seungyeon, Sorn, Yeeun), a febbraio 2016 Elkie ed Eunbin si sono aggiunte ufficialmente al gruppo. Dopo l'abbandono di Elkie e Sorn rispettivamente a febbraio e novembre 2021, e il termine dei contratti di Seungyeon e Yeeun a marzo 2022, le CLC si sono sciolte ufficialmente il 20 maggio 2022.

## Storia

### Prima del debutto
I cinque membri originali delle CLC (Seunghee, Sorn, Yujin, Seungyeon e Yeeun) hanno fatto la loro prima apparizione come ballerine per G.NA nel 2014. Hanno anche fatto da modelle per il marchio di uniformi Smart, presentando un video musicale promozionale con i gruppi Got7 e B1A4. Prima del loro debutto ufficiale, il gruppo ha iniziato a farsi pubblicità attraverso spettacoli di strada che raccoglievano fondi per i bambini con disabilità. Questi erano presenti nel loro reality show online Love Chemistry.

### 2015: Debutto e primi EP

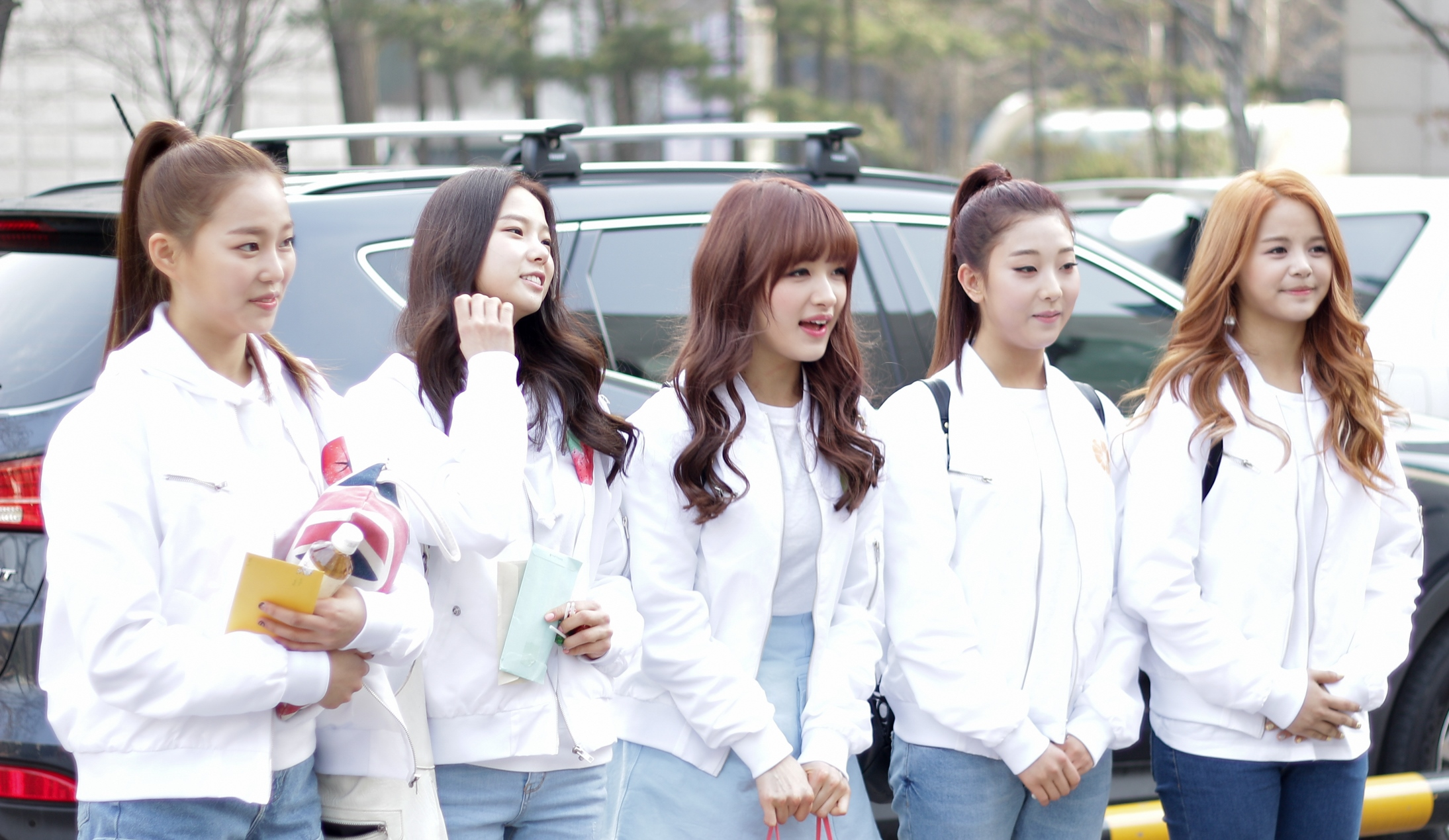
Le CLC nel 2015

Le CLC hanno debuttato il 19 marzo 2015 con l'EP First Love, che ha come singolo estratto Pepe. Il loro showcase di debutto si è tenuto all'Acts Hotel di Seul, in cui hanno eseguito la loro canzone di debutto per la prima volta. Hanno fatto il loro debutto nei music shows ad M Countdown. Pepe è stata scritta da Duble Sidekick e Yang Geng e parte della sua coreografia è stata ideata dal cantante sudcoreano Rain.
Il 16 aprile, il gruppo ha pubblicato un singolo digitale intitolato Eighteen, descritto come una canzone sull'amore adolescenziale influenzato dalla motown degli anni '60 e '70 e dal synthpop degli anni '80. Il loro secondo EP Question è stato pubblicato il 28 maggio, insieme al singolo Like. Dal 10 all'11 ottobre, le CLC hanno tenuto il loro primo tour promozionale estero in Malesia intitolato First Love Promo Tour in Malaysia. In occasione del tour, Universal Music Malaysia ha fatto uscire una versione speciale dell'EP Question, la quale includeva brani dallo stesso EP coreano e da First Love, così come il singolo digitale Eighteen.

### 2016: Nuovi membri e debutto in Giappone

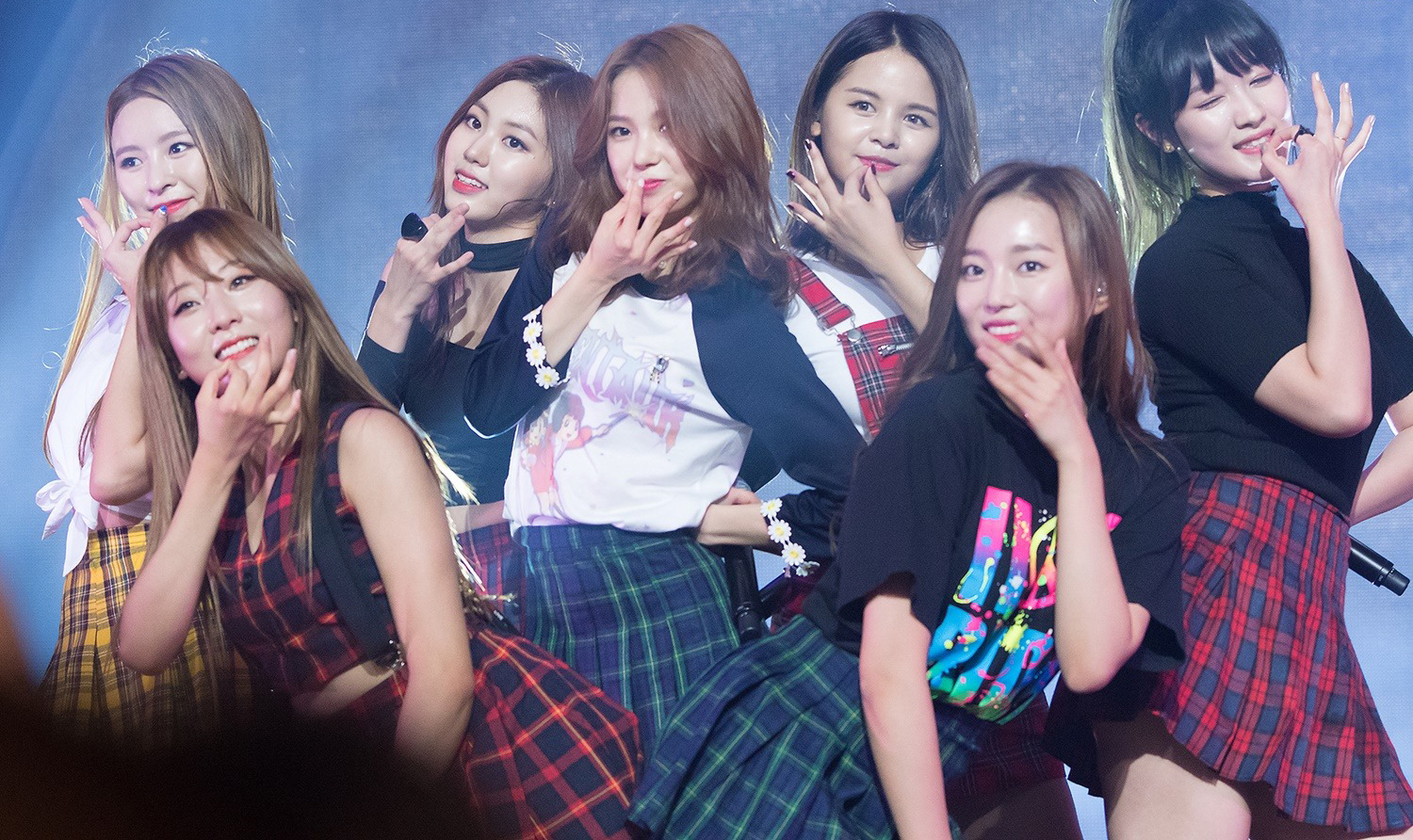
Le CLC agli Asia Music Stage, 3 settembre 2016

Il terzo EP del gruppo è stato pubblicato il 29 febbraio 2016, sotto il nome di Refresh. L'EP contiene il singolo High Heels. In questa pubblicazione si aggiungono due nuovi membri: Elkie Chong e Kwon Eunbin. Quest'ultima non ha però potuto partecipare alle promozioni dell'album, perché ostacolata dalle restrizioni contrattuali del survival show Produce 101, a cui stava attivamente partecipando. Dunque il gruppo era provvisoriamente promosso da sei membri, ma Eunbin rimaneva nella formazione ufficiale del gruppo. Il 6 marzo, Seunghee, la quale sin dal debutto è stata la leader del gruppo, trasferisce il ruolo a Seungyeon.
Dopo l'eliminazione da Produce 101, Eunbin debutta ufficialmente nel gruppo il 21 marzo, con la pubblicazione della nuova versione del video musicale di "High Heels" che la includeva. Le CLC debuttano in Giappone con il loro primo EP giapponese High Heels, il quale includeva le versioni in lingua giapponese dei brani Pepe, First Love, Like, High Heels ed una cover di I Should Be So Lucky di Kylie Minogue.
Successivamente il 30 maggio il gruppo pubblica il quarto EP coreano Nu.Clear, con il singolo No Oh Oh il quale è stato scritto dal produttore discografico Shinsadong Tiger. Eunbin viene messa temporaneamente in pausa dalle promozioni dell'album a causa di problemi di salute, ma riprende in seguito le attività il 22 giugno. Il 21 giugno, è stato rivelato il nome ufficiale dei fan del gruppo: i Cheshire. Il nome è ispirato al logo originale del gruppo, che raffigura il viso di un gatto. Il 27 luglio le CLC pubblicano il secondo EP giapponese Chamisma, con l'eponimo singolo.

### 2017: Popolarità internazionale e nuove pubblicazioni

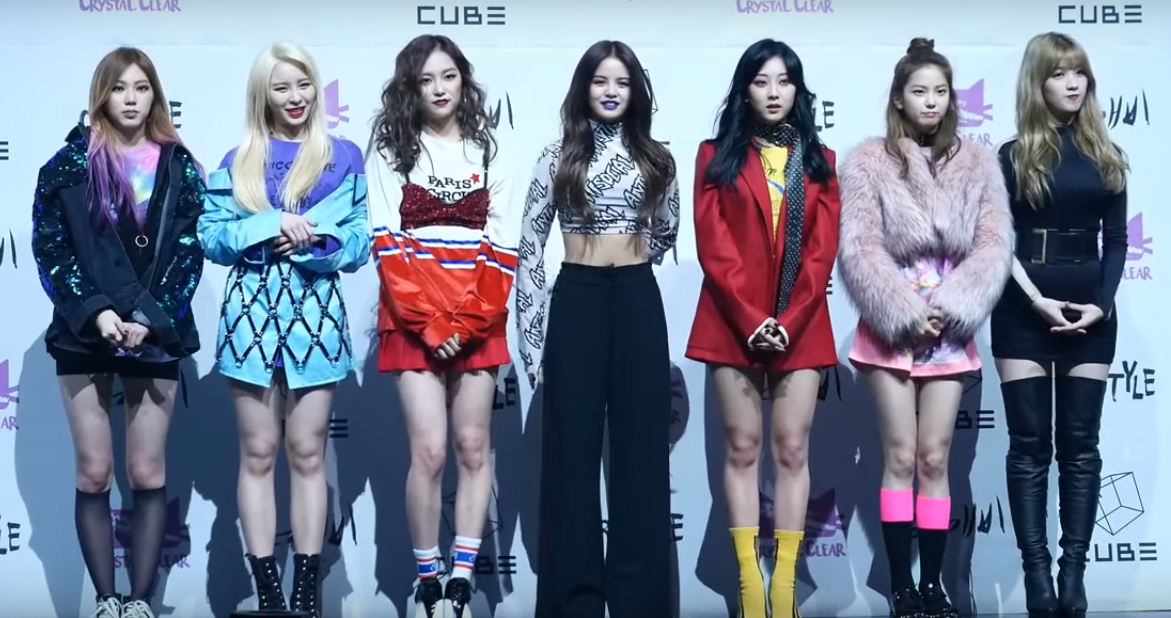
Le CLC allo showcase di Crystyle, 17 gennaio 2017

Il 9 gennaio le CLC tengono il primo fanmeeting giapponese nella Tower Records di Tokyo. Poco dopo, il 17 gennaio, il gruppo pubblica il quinto EP coreano Crystyle. Con il nuovo album, le CLC ottengono una nuova immagine, più carismatica e con un concept più hip-hop. L'EP contiene sei tracce, con il singolo principale Hobgoblin, il quale è stato co-scritto dalla cantautrice e rapper Hyun-Ah. Quello di Hobgoblin è il loro video musicale più visto sulla piattaforma di YouTube, con più di 60 milioni di visualizzazioni. L'album ha debuttato nella classifica mondiale di Billboard al 6º posto, mentre il singolo Hobgoblin ha raggiunto il 4º posto nella classifica mondiale nelle vendite digitali dei brani. Il 27 maggio il gruppo tiene a Seul il primo fan-meeting per il loro fanclub, i Cheshire.
Le CLC pubblicano il loro sesto EP Free'sm il 3 agosto. Il titolo dell'album è un portmanteau tra le parole "prism" e "free", e descrive la nuova direzione dal punto di vista musicale e tematico del gruppo. L'album è ispirato dai gruppi femminili sudcoreani anni '90 S.E.S. e Fin.K.L. Consiste di sei tracce ed include i singoli Where Are You?, Summer Kiss e I Like It. Questo album introduce una nuova immagine del gruppo, che contrasta il concept precedente più aggressivo di Hobgoblin.

### 2018-2019:Black Dress,No.1e nuovi singoli

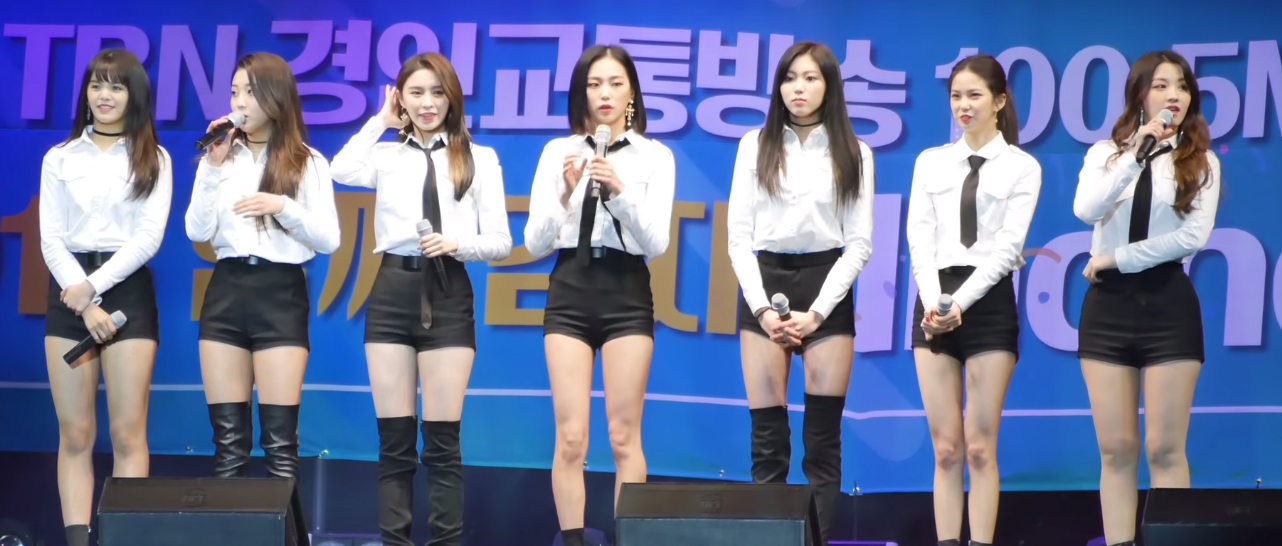
Le CLC al K-POP Sharing Festival, aprile 2018

Il 1º febbraio il gruppo pubblica To The Sky, un singolo estratto dal prossimo EP. Il 22 febbraio pubblicano il loro settimo EP Black Dress. Il 1º aprile il gruppo si esibisce in un concerto per il loro terzo anniversario di debutto. Tutti i fondi ricavati dal concerto sono stati poi donati in beneficenza ad un'associazione per i malati di diabete. Il 3 aprile viene pubblicato un video musicale per la b-side dell'album "Distance".
Il 20 luglio le CLC tengono un concerto live allo stadio MacPherson di Hong Kong, chiamato CLC Live Show in Hong Kong 2018 - Black Dress. Il 17 novembre le CLC sono state nominate ambasciatrici della "Korea Insulin Dependent Diabetes Association". Il 23 novembre Elkie pubblica il suo debutto solistico, con il suo primo singolo digitale "I Dream", il quale è stato scritto e composto da lei stessa.
Il 30 gennaio 2019 le CLC pubblicano il loro ottavo EP No.1, contemporaneamente al singolo estratto No. La canzone è stata co-prodotta e co-scritta dalla collega di agenzia Jeon Soyeon e da Yeeun. L'EP ha debuttato al 5º posto nella classifica di Billboard World Albums. Il 12 febbraio le CLC a The Show ricevono la prima vittoria in un music show dal debutto, con il brano No. Il 29 maggio il gruppo pubblica un nuovo singolo, Me, il quale è stato co-scritto da Yeeun. Il 6 settembre dello stesso anno pubblicano un altro singolo, Devil.

### 2020:Helicoptere contratto di Elkie
Il 1º marzo 2020 Billboard ha riportato che i singoli Me e Devil hanno debuttato rispettivamente al numero 5 ed al numero 7 sulla US World Digital Songs Chart, con Me che diventa la seconda canzone più venduta in quella settimana.
Dopo un periodo di silenzio, il 13 agosto l'agenzia del gruppo annuncia che le CLC sarebbero ritornate il 2 settembre, dopo quasi un anno di distanza dall'ultima pubblicazione. Il 20 agosto annunciano il nuovo logo del gruppo, un monogramma più semplice e maturo, con la L stilizzata come un '7' al contrario, che simboleggia i sette membri del gruppo.
Il 2 settembre il gruppo pubblica il singolo Helicopter, il quale è descritto come una canzone trap pop ed EDM. La canzone è stata scritta da Yeeun. Il video musicale ha totalizzato 20 milioni di visualizzazioni su YouTube nelle prime 36 ore, segnando un importante traguardo per il gruppo.
Il 25 dicembre 2020 Elkie invia una lettera legale alla Cube Entertainment, chiedendo di rescindere il contratto esclusivo con l'agenzia. Elkie afferma di non essere mai stata pagata per le sue attività di recitazione, e che l'agenzia ha già interrotto il supporto allo sviluppo del gruppo, rendendo quindi il futuro delle CLC "indefinito".

### 2021-2022: Abbandono di Elkie e Sorn, attività individuali e scioglimento
Il 3 febbraio 2021 Cube Entertainment annuncia ufficialmente che Elkie ha lasciato l'agenzia e le CLC. Il 23 febbraio Sorn rivela in una live Instagram di starsi preparando al suo debutto solistico, che poi conferma su Tiktok essere a marzo. Il 9 marzo viene pubblicata la colonna sonora per la serie coreana Be My Boyfriend, intitolata "Another Level", la quale è stata cantata da Seungyeon, Yeeun e Seunghee. Il 23 marzo Sorn pubblica il suo primo singolo da solista, intitolato Run.
Il 7 giugno SpoTV News annuncia che Yujin avrebbe partecipato al nuovo show di competizione musicale di Mnet Girls Planet 999, il cui obbiettivo è far debuttare un nuovo gruppo femminile. Il 13 agosto Yujin, durante il secondo episodio del programma, conferma che la sua agenzia, Cube Entertainment, ha detto che le CLC non avranno altre attività come gruppo. Tuttavia, questa affermazione non è mai stata confermata dalla Cube. Il 22 ottobre Yujin si classifica al 3º posto nella line-up finale del programma, riuscendo a debuttare nelle Kep1er, il gruppo derivante dallo show.
Il 16 novembre Cube Entertainment annuncia che Sorn avrebbe lasciato l'agenzia e le CLC in seguito alla scadenza del suo contratto. Il 14 dicembre esce la serie Pumpkin Time, in cui Yujin ha recitato nel ruolo di Han Su, e per cui Seunghee ha cantato la colonna sonora, intitolata "My Love, My Destiny, My Reason".
Il 18 marzo 2022 la Cube Entertainment annuncia che Seungyeon e Yeeun hanno deciso di non rinnovare i loro contratti esclusivi con l'agenzia. Il 20 maggio 2022 le CLC annunciano che il gruppo si sarebbe sciolto ufficialmente.

## Formazione
- Seungyeon (승연) – leader, voce (2015-2022)
- Seunghee  (승희) – voce (2015-2022)[53]
- Yujin (유진) – voce (2015-2021)[54]
- Sorn (손) – voce (2015-2021)[55][56]
- Yeeun (예은) – rap, voce (2015-2022)
- Elkie (엘키) – voce (2016-2021)
- Eunbin (은빈) – voce, rap (2016-2022)

Timeline
- Le linee verticali in rosso indicano una pubblicazione.

## Discografia

### EP
- 2015 – First Love
- 2015 – Question
- 2016 – Refresh
- 2016 – High Heels
- 2016 – Nu.Clear
- 2016 – Chamisma
- 2017 – Crystyle
- 2017 – Free'sm
- 2018 – Black Dress
- 2019 – No. 1

### Singoli
- 2015 – Pepe
- 2015 – Eighteen
- 2015 – Like (궁금해)
- 2016 – High Heels (예뻐지게)
- 2016 – No Oh Oh (아니야)
- 2016 – Chamisma
- 2017 – Hobgoblin (도깨비)
- 2017 – Where Are You? (어디야?)
- 2018 – To The Sky
- 2018 – Black Dress
- 2019 – No
- 2019 – Me (美)
- 2019 – Devil
- 2020 – Helicopter

### Collaborazioni
- 2016 – Special Christmas (con Hyun-ah, Jang Hyun-seung, BtoB, Pentagon e Roh Ji-hoon)
- 2018 – Follow Your Dreams (한걸음) (con Hyun-ah, Jo Kwon, BtoB, Pentagon, (G)I-dle e Yoo Seon-ho)
- 2018 – Upgrade (con Hyun-ah, Jo Kwon, BtoB, Pentagon, (G)I-dle e Yoo Seon-ho)
- 2018 – Young & One (con Hyun-ah, Jo Kwon, BtoB, Pentagon, (G)I-dle e Yoo Seon-ho)

### Colonne sonore
- 2015 – Remember You Wish (per Ar:piel)
- 2016 – Pounding Love (per Choco Bank)
- 2019 – Really Bad Guy (per My Fellow Citizens!)
- 2021 – Another Level (per Be My Boyfriend)
- 2021 – My Love, My Destiny, My Reason (per Pumpkin Time)

## Filmografia

### Programmi televisivi
- CLC's Love Chemistry (2015)
- CLC's Queen Game (2015)
- CLC's Beautiful Mission (2015)
- CLC Is (2016-2017)
- CLC's Cheat Key (2017-)
- Doom-CLC, Doodoom-CLC (2018)
- Seongdong-gu Resident CLC (2018)

## Videografia
- 2015 – Pepe
- 2015 – Like (궁금해)
- 2016 – High Heels (예뻐지게)
- 2016 – No Oh Oh (아니야)
- 2016 – Chamisma
- 2016 – Chamisma (con Ilhoon dei BtoB)
- 2017 – Hobgoblin (도깨비)
- 2017 – Where Are You? (어디야?)
- 2018 – To The Sky
- 2018 – Black Dress
- 2018 – Distance (선)
- 2019 – No
- 2019 – Me (美)
- 2019 – Devil
- 2020 – Helicopter
- 2020 – Helicopter (English Ver.)

## Riconoscimenti
Daradaily The Great Awards
- The Next Rising Star of Asia Award (2018)[57]

KMC Radio Awards
- Rookie of the Year (2015)

Korean Culture Entertainment Awards
- Rookie Award (2015)

Soribada Best K-Music Awards
- Music Star Award (2019)[58]